# Aceguá (Uruguay)
Aceguá es una localidad uruguaya del departamento de Cerro Largo, y es sede del municipio homónimo.

## Ubicación
La localidad se encuentra situada en la zona norte del departamento de Cerro Largo, sobre la cuchilla Grande, en el límite internacional con Brasil y sobre la ruta 8 en su extremo norte. Una calle la separa de la localidad brasileña que lleva el mismo nombre.

## Historia
Su nombre proviene del Tupi-Guaraní yace-guab que quiere decir Lugar del descanso eterno.
La fecha que se adoptó como fecha de fundación de la localidad es el 24 de abril de 1863, que fue cuando se trató de establecer una población junto a la receptoría de aduanas ubicada en aquel lugar. 
En 1897 se desarrolló en la zona la batalla de Aceguá entre los ejércitos de Aparicio Saravia y el general Justino Muniz.
La localidad fue declara  oficialmente pueblo por ley 10.101 de 23 de diciembre de 1941 y elevada a la categoría de villa por ley 15.810 de 14 de abril de 1986.

## Población
Según el censo del año 2011 la localidad contaba con una población de 1511 habitantes.
| 3766          | 464 | 929 | 1302 | 1432 | 1493 | 1511 |
| (Fuente: INE) |     |     |      |      |      |      |

## Servicios

### Educación
La localidad cuenta con una escuela primaria la que fuera fundada en mayo de 1927 y con una escuela técnica (UTU).

### Medios de comunicación
Existe una radio que es Integración FM 101.5 y una radio Comunitaria Aceguá FM 90.3.
No existe recepción de canales de televisión uruguaya por aire, sí de la televisión brasilera como es la Red Globo de Televisión. Existe además servicio de cable.

### Salud
Se cuenta con una pequeña policlínica dependiente del Hospital de Melo.

## Economía
Las principales actividades económicas de la zona tienen que ver con la ganadería y la agricultura. Se destacan las arroceras y establecimientos rurales como fuente laboral. Actualmente existe un auge de establecimientos comerciales en la localidad, impulsado sobre todo por Free Shops que se han instalado en los últimos años aprovechando el turismo proveniente de Brasil.